# Magic Mike XXL
Magic Mike XXL – amerykański komediodramat z 2015 roku w reżyserii Gregory'ego Jacobsa, wyprodukowany przez Warner Bros, sequel filmu Magic Mike z 2012 roku. W filmie występują: Channing Tatum, Matt Bomer, Joe Manganiello i Kevin Nash.

## Opis fabuły
Trzy lata po porzuceniu swojego życia jako striptizer Mike (Channing Tatum) prowadzi własną działalność meblową. Odbiera telefon od Tarzana, który informuje go, że jego były szef Dallas (Matthew McConaughey) odszedł. Mike jedzie do hotelu i z pozostałą ekipą Kings of Tampa zabawia się na imprezie przy basenie.

## Obsada
- Channing Tatum - Michael „Magic Mike” Lane
- Matt Bomer - Ken
- Joe Manganiello - Big Dick Richie
- Kevin Nash - Tarzan/Ernest
- Adam Rodríguez - Tito
- Gabriel Iglesias - Tobias
- Andie MacDowell - Nancy
- Amber Heard - Zoe
- Jada Pinkett Smith - Rome
- Elizabeth Banks - Paris
- Donald Glover - Andre
- Michael Strahan - Augustus
- Stephen "tWitch" Boss - Malik
- Lindsey Moser - Smiling Cashier
- Brandon Richardson - Scorpion